# Konzentrationslager Haengyŏng
Das Konzentrationslager Haengyŏng (auch Haengyong) war ein Sammellager für politische Gefangene in Nordkorea, das in den 1960er Jahren entstand und Mitte 2012 geschlossen wurde. Die Häftlinge mussten lebenslange Zwangsarbeit verrichten.

## Zum Begriff
Die nordkoreanische Diktatur gab dem Lager die offizielle Bezeichnung Kwan-li-so (Strafarbeitslager) Nr. 22, wobei Kwan-li-so übersetzt in etwa „Internierungslager zur lebenslangen Unterbringung politischer Gegner“ bedeutet. Die meisten demokratischen Staaten haben allerdings eine andere Auffassung des Begriffs Internierungslager.
Das Lager wurde in den Medien häufig als Konzentrationslager bezeichnet, auch als Gulag, als Strafkolonie oder Zwangsarbeitslager. Die Lager in Nordkorea weisen Ähnlichkeiten zu den Konzentrationslagern der nationalsozialistischen Diktatur im Dritten Reich auf.
Neben Haengyŏng und Haengyong existieren auch die Schreibweisen Hoeryŏng, Hoeryong oder Hoiryong.

## Lage
Das Lager gehörte zum Kreis Hoeryŏng, Provinz Hamgyŏng-pukto in Nordkorea. Es begann etwa 10 Kilometer nordöstlich der Stadt Hoeryŏng und erstreckte sich in einem weiten, von kleineren Bergen umgebenen Gebiet, nach Süden hin begrenzt durch den Berg Tŭrŭlbong (680 m). Die westliche Grenze verlief in etwa 12 km Abstand parallel zum Fluss Tumen, der hier die Landesgrenze zu China bildet.

## Beschreibung
Das Lager Haengyŏng war als Strafkolonie angelegt, aus der es lebenslang keine Entlassung gab. Als politisch unzuverlässig eingestufte Menschen wurden ohne Gerichtsverhandlung hierher gebracht, häufig mit ihren Familienangehörigen aller Altersstufen. Das Lager umfasste die Strafkolonien Haengyŏng-ni, Naksaeng-ni, Saul-ri (auch Saŭl-li), Jungbong-ni (auch Chungbong-ni), Kulsan-ni (auch Kulsal-li) und Namsok-ni. In Haengyŏng-ni befanden sich außer den Baracken für die Gefangenen und ihre Familien auch die Verwaltung des Lagers, Wohnbereiche für die Wachen, ein Folterzentrum und landwirtschaftliche Anlagen (Treibhäuser und Schweinehaltung). Die anderen Strafkolonien bestanden hauptsächlich aus Gefangenenbaracken. Das Lager war von einem hohen Elektrozaun umgeben, mit Wachtürmen in regelmäßigen Abständen. Es wurde von Soldaten (geschätzt 1000 Personen) mit automatischen Waffen und Hunden bewacht. Das Eingangstor an der Straße von Hoeryong und die Umzäunung mit einigen Wachtürmen sind auf Satellitenbildern gut zu erkennen.
Das Lager war etwa 225 km² groß. Insgesamt lebten im Lager Haengyŏng etwa 50.000 Gefangene. Im Jahr 1989 wurde das Lager Nr. 12 in Onsŏng geschlossen (nach einem Aufstand mit ca. 5000 erschossenen Gefangenen) und im Jahr 1990 das Lager Nr. 13 in Jongsong. Viele der dortigen Gefangenen wurden dabei ins Lager Haengyŏng verlegt.

## Funktion
Das Lager diente dem Regime dazu, als politisch unzuverlässig eingestufte Personen lebenslang wegzusperren und durch harte körperliche Arbeit auszubeuten. Diese Arbeit musste in Haengyŏng in der Landwirtschaft und im Kohlebergwerk Jungbong (auch Chungbong) geleistet werden. Es gab Mindestquoten für Erzeugnisse wie Kartoffeln, Bohnen, Peperoni und Getreide, die unbedingt eingehalten werden mussten.

## Menschenrechtsverletzungen

### Körperliche und seelische Misshandlung
Nach Berichten von Augenzeugen mussten die Gefangenen von morgens bis abends harte Sklavenarbeit leisten und sich danach noch demütigenden Ritualen von Kritik und Selbstkritik oder ideologischer Umerziehung unterziehen und Reden von Kim Il-sung und Kim Jong-il auswendig lernen. Wenn sie die verlangte Arbeit nicht komplett erledigten, wurden sie geschlagen. Bei anderen Regelverstößen wurden sie gefoltert. Die Gefangenen bekamen nur etwa 300 Gramm Getreide täglich. Die Gefangenen waren bis auf die Knochen abgemagert und fast jeder dritte Gefangene war verkrüppelt. Der Wachsoldat Ahn Myong-chol sah nach Folterungen und Hinrichtungen regelmäßig grausam entstellte Leichen.
Schätzungsweise 1500 bis 2000 Menschen starben jedes Jahr an Unterernährung, vor allem Kinder. Häufig wurden Hinrichtungen vollzogen, z. B. nach Fluchtversuchen oder Lebensmitteldiebstählen der hungernden Gefangenen. Andere Gefangene starben an den Folgen der Folter oder bei Unfällen im Bergwerk. Manche wurden von ihren Bewachern willkürlich getötet, zum Beispiel wurden zwei kleine Mädchen mutwillig ertränkt oder Wachleute erschossen Gefangene als angeblich Flüchtende, um eine Belohnung zu bekommen.

### Sippenhaft
Die Gefangenen wurden häufig zusammen mit ihren Eltern und Kindern eingesperrt. Laut einem Bericht aus dem Jahr 2012 sind Angehörige von politisch verfolgten Menschen in Nordkorea bis in die dritte Generation von Sippenhaft bedroht. Südkoreanische Aktivisten berichteten im Jahr 2009, dass eine 33 Jahre alte Frau in Ryongchŏn öffentlich hingerichtet worden sei, nachdem sie Bibeln verteilt hatte. Ihre Eltern, ihr Ehemann und ihre drei Kinder seien danach in das Lager Haengyŏng gebracht worden.

### Menschenversuche
Laut der Aussage des vormaligen Lagerkommandanten Kwon Hyuk existierten im Lager Gaskammern, in denen Gefangene zu Anschauungszwecken vergast wurden. Kwon berichtete über die Vergasung einer Familie. Der ehemalige Wächter Ahn Myong-chol berichtete, dass Ärzte aus dem Chungbong-ri-Krankenhaus ihre Operationstechniken an Gefangenen erprobten. Ahn erlangte Kenntnis über zahlreiche unnötige Operationen und medizinische Fehler, durch die Gefangene getötet oder invalide wurden. Die Praxis der Menschenversuche ist auch durch außer Landes geschmuggelte Dokumente belegt. Zum Beispiel geht aus einem als streng geheim gekennzeichneten Schreiben vom Februar 2002 hervor, dass damals ein 39 Jahre alter Mann namens Lin Hun-hwa zum Zweck von Experimenten mit chemischen Kampfstoffen in das Lager verbracht wurde.

## Augenzeugen
- Ahn Myong-chol (1987–1994 in Haengyong) arbeitete als Wache im Lager.[11]
- Kwon Hyok (1987–1990 in Camp 22) war ein Sicherheitsoffizier im Lager. Er setzte sich als nordkoreanischer Militärattaché in Peking ab.[17]